# Apoclea conicera
Apoclea conicera är en tvåvingeart som beskrevs av Friedrich Hermann Loew 1856. Apoclea conicera ingår i släktet Apoclea och familjen rovflugor. Inga underarter finns listade i Catalogue of Life.